# Бела Балаж
Бела Балаж (мађ. Balázs Béla), правим именом Херберт Бауер (Сегедин, 4. август 1888 - Будимпешта, 17. мај 1949) био је мађарски књижевник, песник симболизма, филмски сценариста и теоретичар.

## Биографија
Бела Балаж се родио као Херберт Бауер у немачко-јеврејској породици. Стекао је звање доктора филозофије, а у младости је био члан левичарског књижевног кружока Зонтагкрајс, идејно се повезавши са Ђерђом Лукачом, једним од зачетника Западног марксизма у Мађарској. Учествовао је у мађарско-совјетској револуцији и након њене пропасти био је принуђен да емигрира најпре у Аустрију и Немачку (у Бечу и Берлину је боравио до 1931. године), а затим у СССР, где је до 1945. године радио као професор теорије филма на ВГИК-у (Всероссийский государственный институт кинематографии имени С. А. Герасимова).
Године 1945,се после Другог светског рата враћа у Мађарску, а предавања је потом држао и у ЧССР-у и у Пољској.

## Теорија филма
Бела Балаж је први систематски проучавао филмску уметност и открио такозване специфичности филмског израза по којима се филм разликује од позоришта, који су у суштини два медија исте генетске прошлости. То су: 
- променљива тачка снимања;
- крупни план;
- монтажа.[4]

Био је присталица чисте визибилности, желео је да помири форму и садржину у филмском делу, које је схватио као два аспекта изражајног јединства. Веровао је у васпитавање филмског гледаоца и у ширење филмске културе.
Касније је заступао монтажну теорију о контрапункту звука и слике, по узору на Сергеја Ајзенштајна и Всеволода Иларионовића Пудовкина. 
Иако је био под утицајем совјетске монтаже приписујући јој успостављање временско-просторног континуитета, омогућавање асоцијације идеја (метафорична и интелектуална, а посебно монтажа сећања), ритма и субјективности, обухватајући под тим појмом и промене кадра без монтаже, он ипак посебно наглашава улогу крупног плана који продубљује слику живота, откривајући скривено, омогућава да видимо оно што не видимо јер са њим предмети добијају лице, а димензије простора и времена губе значај, откривајући нову димензију физиономије, а то је да се физиономија односи према простору као мелодија према времену.
Променљива тачка снимања, опет, као средство стилизације, одређује стил филмског дела. 
Прихватио је долазак звука као обогаћење монтажних могућности медијума откривањем наше акустичне околине, што ће се остварити када филм раствори буку на састојке и издвоји појединачне интимне гласове у звучне крупне планове, нижући их звучном монтажом у осмишљени поредак.
Балаж је такође увео у теорију појам идентификације што је могућност гледаоца да свој поглед изједначи са погледом објектива камере, чија му премештања у простору омогућавају да оптички и психолошки стане на место неког јунака у филмској причи и посматра збивање његовим очима.

## Књиге
Сва Балажева дела су прерада једне те исте књиге. Заправо, његова прва књига: Видљиви човек или филмска култура (Der sichtbare Mensch oder die Kultur des Films) из 1924. године и његов други рад: Дух филма (Der Geist des Films) из 1930. године, који се углавном односио на звучни филм, у заједништву дају све остале наслове као суму свега већ реченог:
- Уметност филма  (Искусство кино), 1945.
- Филмска култура, филозофија филмске уметности  (Filmkultúra, a film müvészetfilozófiája), 1948.

Док су прве две књиге објављене у Аустрији и Немачкој, а трећа у Совјетском савезу, последња књига је изашла у Мађарској.

## Сценарија
Бела Балаж је написао и следећа сценарија за филмове:
- Авантуре једне новчанице од десет марака (Die Abenteuer einer Zehnmarkscheins), 1927.
- Наркоза (Narkose), 1929.
- Просјачка опера (Die Dreigroschenoper), 1931.
- Плава светлост (Das blaue Licht), 1932.
- Негде у Европи (Valdhol Europábán), 1947.
- Хемија и љубав (Chemie und Liebe), 1948.[4]